# Быков, Андрей Петрович
Андрей Петрович Быков (род. 1939) — деятель советских
и российских спецслужб, доктор технических наук, генерал-полковник, начальник оперативно-технического управления КГБ СССР (1991), заместитель министра МБ РФ (1992—1993), заместитель директора ФСК РФ (1994—1995) и ФСБ РФ (1995—1996), заместитель министра Оборонной промышленности Российской Федерации.

## Биография
Родился в 1939 году. С 1963 года, после окончания Московского высшего технического училища им. Н. Э. Баумана, занимался научной работой в училище.
С 1966 года в органах госбезопасности — оперативный сотрудник оперативно-технического управления (ОТУ) КГБ СССР. В 1977 году в качестве сотрудника ОТУ КГБ принимал участие в расследовании и раскрытии Дела «Взрывников». С 1986 года — заместитель начальника, с 1991 года — начальник оперативно-технического управления КГБ СССР. Оказывал большую помощь в вооружении и оснащении ГСН «А» КГБ СССР.
С 1992 года — заместитель министра безопасности России. С 1994 года — заместитель директора Федеральной службы контрразведки России, с 1995 года — заместитель директора Федеральной службы безопасности России. В 1996 году был назначен заместителем министра оборонной промышленности России.
С 1996 года в коммерческой сфере — член совета директоров ПАО «Ростелеком». С 1997 года — вице-президент АКБ «Мапо-банка». С 1998 года — директор по особым поручениям ГК «Росвооружение».

## Награды и почётные звания

### Премии
- Государственная премия Российской Федерации в области науки и техники

### Звания
- генерал-полковник